# Association mondiale de psychanalyse
L’Association mondiale de psychanalyse (AMP), fondée en 1992 à Buenos Aires par Jacques-Alain Miller, est une fédération d'associations liées à la psychanalyse d'orientation lacanienne.

## Histoire
Diverses sociétés lacaniennes se regroupent, depuis 1992, dans une fédératio internationale indépendante de l'Association psychanalytique internationale, fondée par Jacques-Alain Miller, gendre de Jacques Lacan,. L'AMP « tire avant tout sa puissance de la transmission des biens et du droit moral légués par Lacan à sa famille », ce qui, d'après Roudinesco et Plon, la rend plus fragile. D'après ces auteurs, « l'AMP est une institution mondialiste, plus hispanophone que francophone, et plus latino-américaine que réellement internationaliste ».
L’AMP fait sienne l’intention exprimée par Jacques Lacan dans l'acte de fondation de l’École française de psychanalyse (1964), elle adopte les principes contenus dans sa « proposition du 9 octobre 1967 sur le psychanalyste de l’École ». Elle coordonne ses actions avec la Fondation du Champ freudien, créée par Jacques Lacan en 1979.

## Objectifs
L'Association mondiale a pour objectifs de contribuer à l'accès aux soins par la création de centres de consultation, et elle est attentive aux législations qui concerne la santé mentale dans les différents pays où ses adhérents exercent leur métier.

## Les membres de l'AMP
Il compte sept associations membres :
- Escuela de la orientación lacaniana (EOL, Argentine) (1992)
- L'École de la cause freudienne, (ECF, Paris) (1981)
- Escola brasileira de psicanálise (EBP, Brésil) (1995)
- Escuela lacaniana de psicoanálisis (ELP, Barcelone)
- Nueva Escuela lacaniana (NEL, plusieurs pays d'Amérique latine)
- Scuola lacaniana de psicoanalisi (SLP, Rome) (2002)
- Nouvelle école lacanienne de psychanalyse (NLS, plusieurs pays d'Europe) (2003)